# 金属町
金属町（きんぞくちょう）は、青森県弘前市の地名。郵便番号は036-8245。2017年6月1日現在の人口は357人、世帯数は264世帯。

## 地理
青森県立弘前南高等学校の裏手にあり、工場が多数ある。北は自由ケ丘、東は大開、南は小沢、西は青樹町に接する。

## 沿革
- 1981年（昭和56年） - 小沢・清水富田の一部から分離、金属町になる。

### 地名の由来
当地にある金属工業団地にちなんだもの。

## 施設

### 公共
- 弘前市金属町体育センター

### 福祉
- 社会福祉法人弘前愛成会

### 工業
- パルネット弘前(本社)
- 心工務店
- 日村電工
- 中畑塗装
- 山本鉄鋼
- 賢豊建設
- 東和電材
- 大福畳店
- 東北塗装
- よつば管工
- 北日本工業
- 佐藤鉄工所
- 成田建築所
- 工藤酸素店
- 新屋農機商会
- 東奥精密工業
- 照井境鉄工所
- テルイ制作工業
- 三國刃物製作所
- 二唐刃物鍛造所
- 城南工機作業所
- 松自動車ボデー工業
- 弘前ニューマチック

## 小・中学校の学区
市立小・中学校に通う場合、学区は以下の通りとなる。
| 大字   | 番地 | 小学校             | 中学校             |
| ------ | ---- | ------------------ | ------------------ |
| 金属町 | 全域 | 弘前市立小沢小学校 | 弘前市立第四中学校 |

## 交通
- 弘南バス

児童公園前、青樹町、金属団地、金属団地入口（弘前駅 - 金属団地経由・枡形経由 - 桜ヶ丘線）停留所。